# 비소치나주

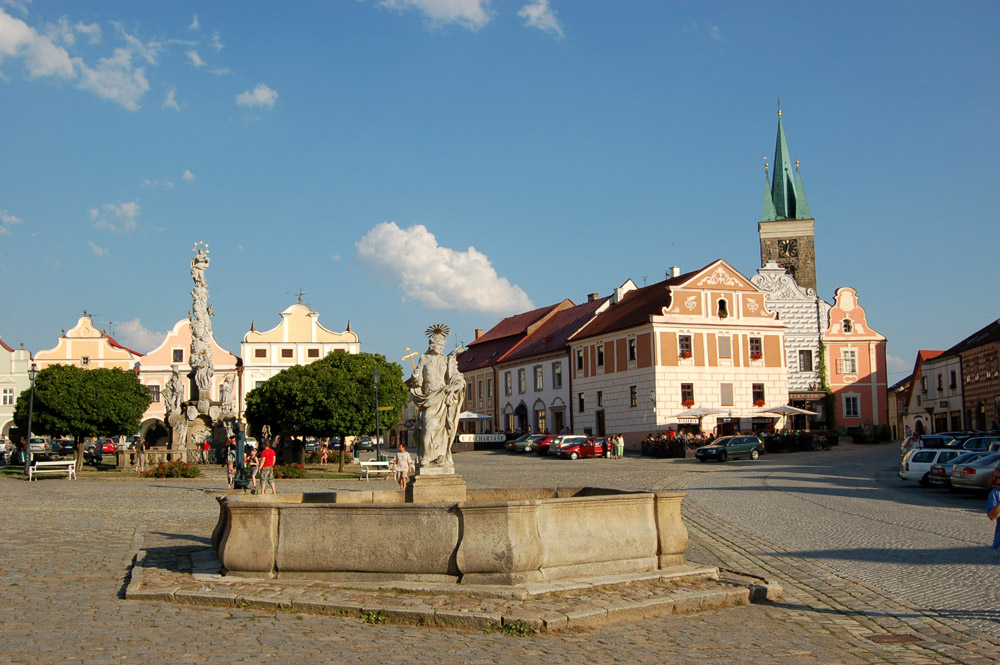
텔치 광장

비소치나 주의 위치

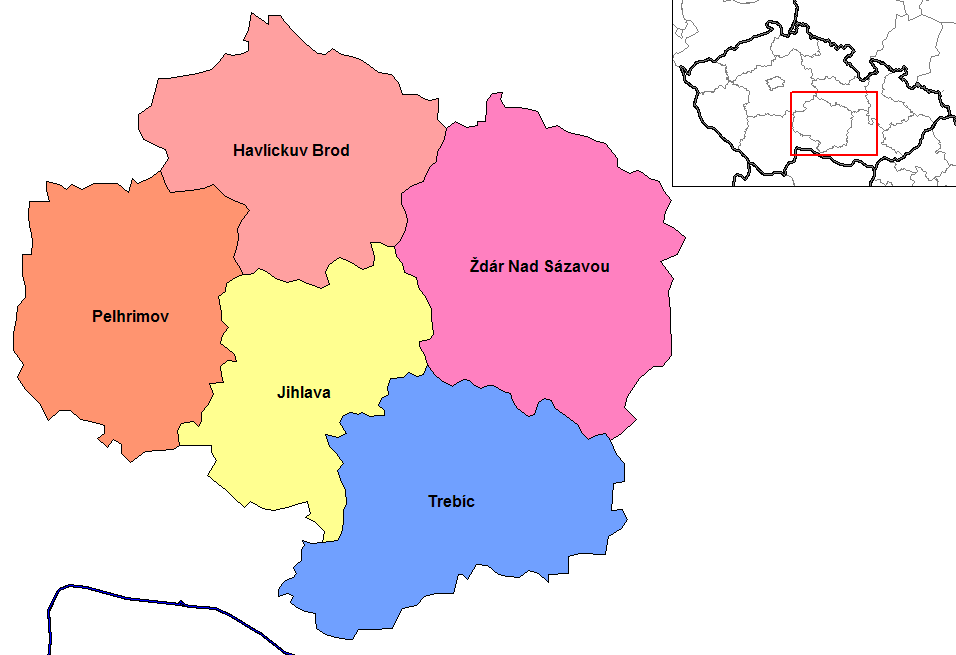
비소치나 주가 관할하는 구

비소치나주(체코어: Kraj Vysočina 크라이 비소치나[*])는 체코 보헤미아 지방 남동부와 모라바 지방 남서부에 위치한 주로, 주도는 이흘라바이며 면적은 6,795km2, 인구는 515,349명(2011년 3월 기준), 인구 밀도는 76명/km2이다. 5개 구(하블리치쿠프브로트구, 이흘라바구, 펠흐르지모프구, 트르제비치구, 주댜르나트사자보우구)를 관할한다.
북쪽으로는 파르두비체 주, 동쪽과 남동쪽으로는 남모라바 주, 남서쪽과 서쪽으로는 남보헤미아 주, 북서쪽으로는 중앙보헤미아 주와 접한다.

주기
주 문장